# Microclima (album)
Microclima è il secondo album da solista di Mario Venuti, pubblicato nel 1996 dalla Cyclope Records (etichetta del talent scout catanese Francesco Virlinzi) e distribuito dalla Polydor.

## Il disco
Nei dieci brani, tutti scritti dal cantautore siciliano, il Mediterraneo incontra i Tropici, atmosfere africane si mescolano al pop britannico e tutto il background musicale di Mario Venuti, da Caetano Veloso ai Beatles, trova finalmente lo spazio dove esprimersi.
Microclima è un viaggio, un viaggio che parte da un'isola tropicale (Microclima) dove il "poeta fingitore" vuole fermarsi a riflettere, che attraversa le strade di Palermo ricoperte di lenzuola bianche (Ballata per una città), simbolo di una Sicilia che reagisce all'omicidio di Giovanni Falcone e si ribella alla mafia, che ci fa sognare paesaggi siciliani (Racconto d'estate), per approdare sulle rive dello stretto (Punta del faro), ritorno a casa, ma anche metaforico ritorno alle origini, alle proprie radici.
Un album ricco di suggestioni e che contiene veri e propri classici del repertorio di Mario Venuti, brani che ancora oggi, a distanza di un decennio, vengono immancabilmente riproposti durante i concerti, che fanno saltellare il pubblico (Niňa Morena), che si riscoprono (come accade a Vivimi nel GrandImprese Tour), che rinnovano la loro carica emotiva (Racconto d'estate e Le maniglie dell'amore) o che trovano un nuovo, inaspettato e sorprendente, vestito (A ciascuno il suo nella versione del Magneti Tour).
Non è un caso, quindi, che proprio Microclima (che simboleggia un luogo-non-luogo, un ambiente creato perché persone e culture diverse si incontrassero e facessero ricchezza delle loro diversità)  sia il nome del primo, anche se non ufficiale, fan club dedicato a Mario Venuti nato nel 2003 e che Punta del faro, brano che chiude l'album, abbia ispirato la nascita, nel 2004, di un secondo gruppo dedicato all'artista siciliano.

## Tracce
1. Microclima – 4:55
2. Niña Morena – 3:59
3. Ballata per una città – 4:56
4. Vivimi – 3:38
5. Racconto d'estate – 3:48
6. A ciascuno il suo – 4:42
7. Il primo uomo sulla luna – 4:30
8. Un italiano senza macchia – 4:04
9. Le maniglie dell'amore – 3:48
10. Punta del faro – 4:07

## Formazione
- Mario Venuti - voce, chitarra, flauto, sax, tastiera, percussioni
- Salvo Cantone - basso
- Allan Goldberg - programmazione
- Roberto Terranova - tastiera, programmazione
- Dario Sulis - percussioni
- Enzo Di Vita - batteria
- Nello Toscano - contrabbasso
- Vito Giordano - flicorno
- Salvatore Pizzurro - trombone
- Orazio Maugeri - sax